# Негатив (фото)

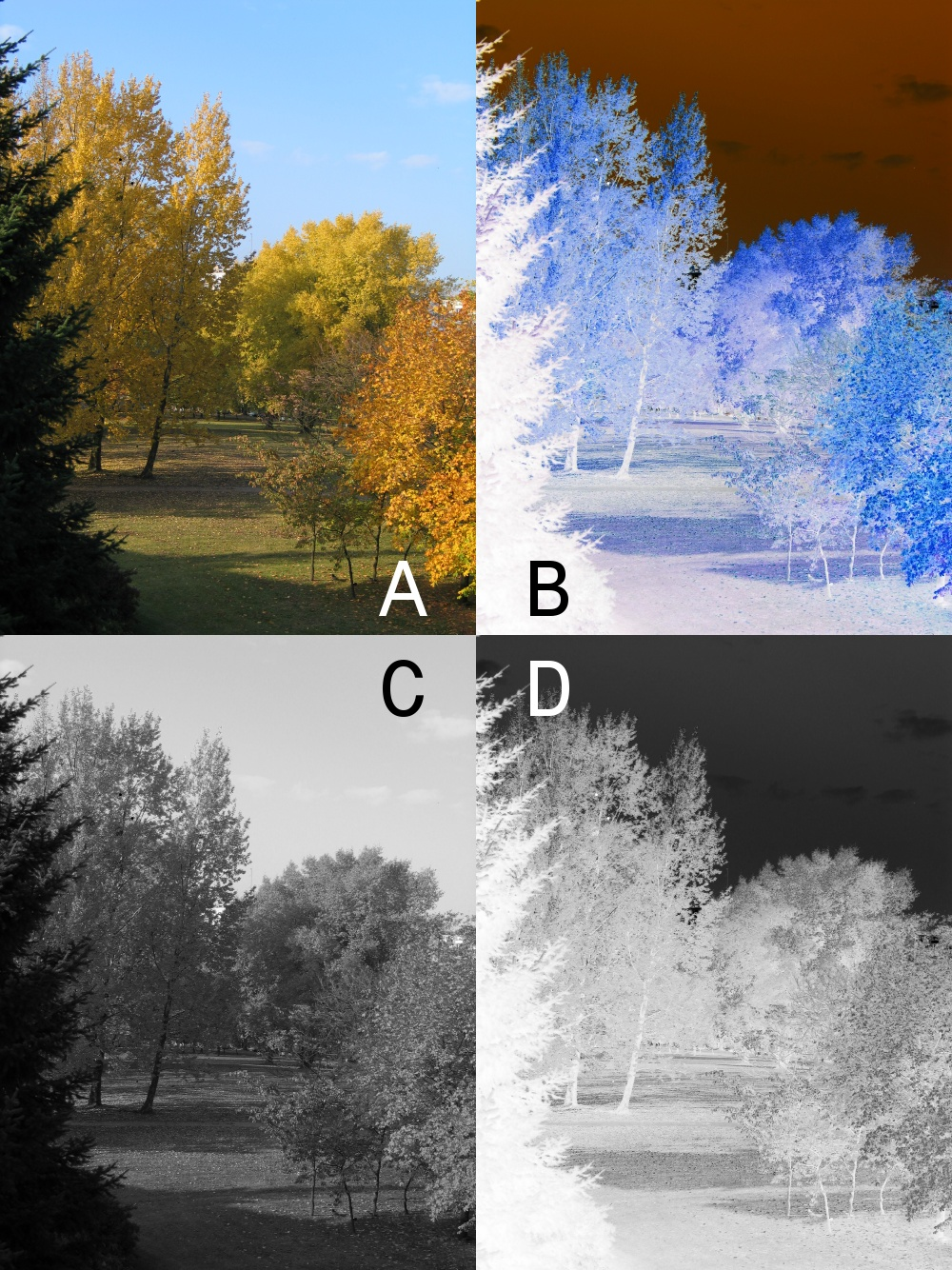
Позитив и негатив. A — цветной позитив. B — цветной негатив. C — чёрно-белый позитив. D — чёрно-белый негатив.

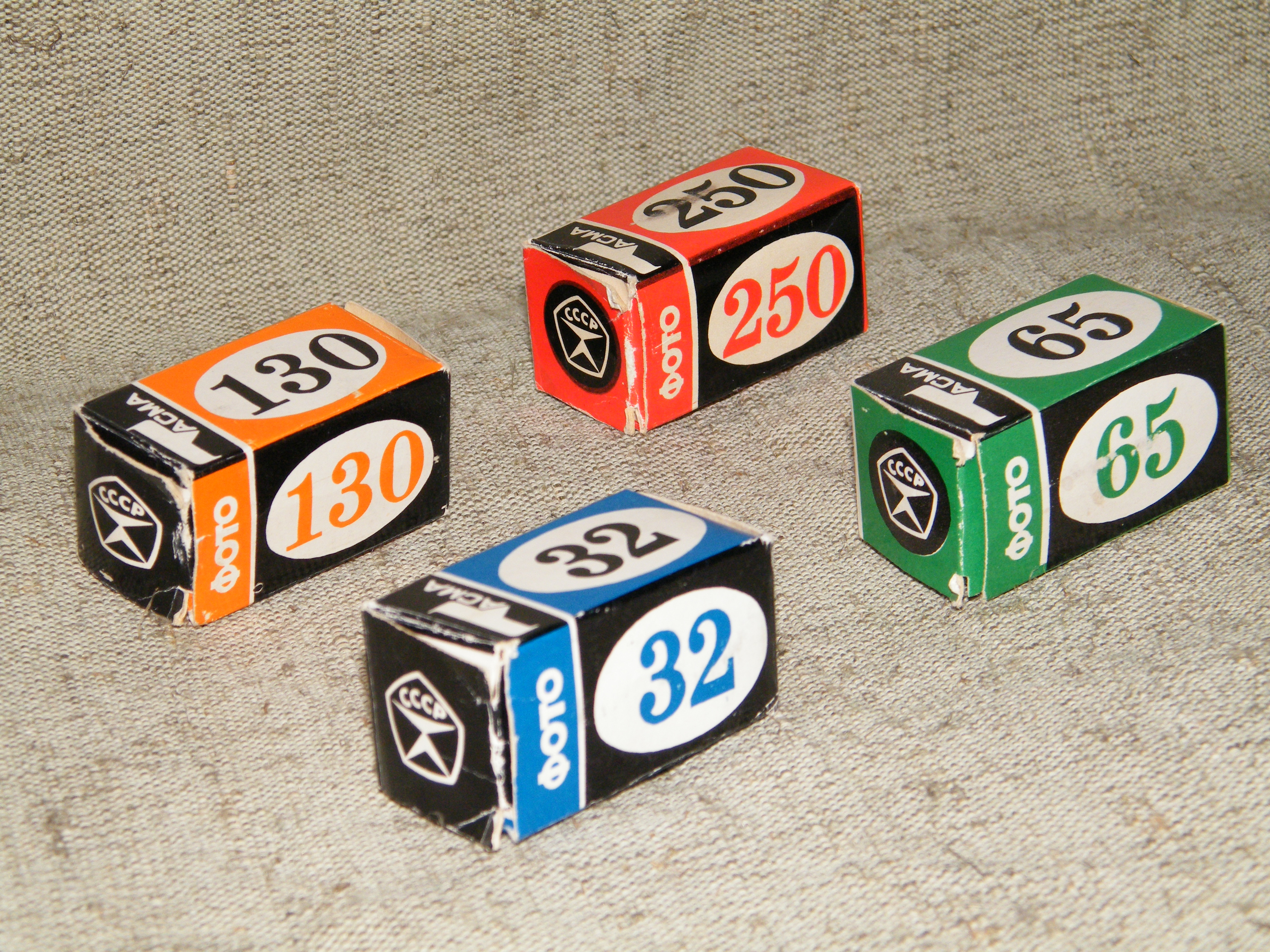
Чёрно-белые негативные фотоплёнки фирмы Тасма, СССР, 1980-е годы.

Негати́в (лат. negativus — отрицательный), в чёрно-белой фотографии и кинематографии образованное зёрнами металлического серебра изображение объекта съёмки, в котором относительное распределение яркостей при рассматривании в проходящем свете обратно яркостям деталей объекта съёмки. Другими словами, распределение оптических плотностей негатива соответствует распределению яркостей объекта. В цветных фотопроцессах изображение объекта съёмки формируется красителями, цвета которых дополнительны к цветам объекта съёмки. Например, синие предметы на цветном негативе выглядят жёлтыми, зелёные — пурпурными, а красные — голубыми и так далее (см. Дополнительные цвета, Цветоделение). Оптические плотности при этом также обратны объекту съёмки.
Термин «негатив» применительно к процессу калотипии изобрёл Джон Гершель в XIX веке.

## Назначение
Негатив — промежуточное изображение объекта в негативно-позитивном процессе, используемое для получения позитива. Впервые такая технология появилась в процессе, под названием калотипия, изобретённом Ф. Тальботом в 1835 году. В некоторых случаях негатив может быть конечным изображением, например, в спектральном анализе, астрофотографии или рентгенографии. Качество негатива оценивают по точности передачи градаций яркости объекта съёмки, а также по фотографической широте и зернистости. Для цветных негативов, кроме того, важна сбалансированность цветов, то есть согласование цветоделённых изображений. Нормальным считается такой негатив, печатание с которого обеспечивает получение качественного позитива с хорошо различимыми деталями и широким диапазоном градаций серого.
Негатив пригоден для тиражирования позитивов. С фотографического негатива возможно получение неограниченного количества позитивных отпечатков. Тиражеустойчивость кинонегатива ограничена, поскольку при печати он транспортируется лентопротяжным механизмом кинокопировального аппарата и изнашивается. Поэтому, для получения больших тиражей фильмокопий с оригинального негатива печатается несколько дубльнегативов. Отклонения оптической плотности и цветопередачи негатива в результате ошибок экспонирования могут в сравнительно широких пределах корректироваться при печати, давая нормальный позитив. При обращаемом и одноступенном фотопроцессах, сразу дающих позитивное изображение в единственном экземпляре, отклонения практически неустранимы.